# Mitch Miller
Mitchell William „Mitch” Miller (ur. 4 lipca 1911 w Nowym Jorku, zm. 31 lipca 2010 tamże) – amerykański muzyk, śpiewak, dyrygent i producent muzyczny. Miller był jednym z najbardziej wpływowych postaci w amerykańskiej muzyki popularnej w latach 50. XX wieku i początku lat 60. XX wieku. Ukończył Eastman School of Music University of Rochester na początku 1930 roku. Miller rozpoczął swoją karierę muzyczną grając na oboju i rożku angielskim, ale jest pamiętany jako dyrygent, reżyser i dyrektor nagrań.

## Życie prywatne
Mitch Miller urodził się w Nowym Jorku, 4 lipca 1911 r., w rodzinie żydowskiej. Jego matką była Hinda Rosenblum Miller, krawcowa, a jego ojciec, Abram Calmen Miller, rosyjsko-żydowskim imigrantem. Miał czworo rodzeństwa, dwoje z nich, Leon i Józefa, przeżyło go.
Był żonaty przez sześćdziesiąt pięć lat. Miał dwie córki – Andreę Miller i Margaretę Miller Reuther, syna – Mitchella „Mike” Millera, dwóch wnuków i dwóch prawnuków. Mitch mieszkał w Nowym Jorku przez wiele lat i tam zmarł 31 lipca 2010 roku, po krótkiej chorobie.